# Яніс Ікаунєкс
Яніс Ікаунєкс (латис. Jānis Ikaunieks; нар. 16 лютого 1995, Кулдига) — латвійський футболіст, півзахисник клубу РФШ та національної збірної Латвії. Відомий за виступами у низці латвійських та закордонних клубів, зокрема «Мец», «Лариса» та «Стремсгодсет». Володар Кубка Латвії.

## Клубна кар'єра
Яніс Ікаунєкс народився в місті Кулдіга. Розпочав займатися футболом у школі футбольного клубу «Металургс» з Лієпаї, у другій команді якого він і розпочав виступи на футбольних полях. У 2013 році Ікаунєкс грав у основній команді «Металургса», проте по закінченню сезону команду розформували за борги, тож наступний сезон футболіст провів у новоствореній команді «Лієпая».
На початку 2015 року Яніс Ікаунєкс став гравцем французького клубу Ліги 1 «Мец», проте основним футболістом там не зумів стати, у навищому французькому дивізіоні латвійський півзахисник зіграв лише 4 матчі, а після вибуття до другого французького дивізіону зіграв за «Мец» ще 8 матчів. У 2017 році Ікаунєкс на правах оренди на початку року грав у складі грецького клубу «Лариса», а в другій половині року він повернувся до складу клубу «Лієпая», у складі якого у 2017 році став володарем Кубка Латвії.
На початку 2020 року Ікаунєкс став гравцем норвезького клубу «Стремсгодсет», а в другій половині року став гравцем латвійського клубу РФШ. З середини 2021 року Яніс Ікаунєкс став гравцем фінського клубу «КуПС», у складі якого двічі став володарем Кубка Фінляндії. З початку 2023 року Ікаунєкс знову грає в складі латвійського клубу РФШ.

## Виступи за збірні
Яніс Ікаунєкс у 2011 році дебютував у складі юнацької збірної Латвії (U-17), загалом на юнацькому рівні взяв участь у 6 іграх, відзначившись одним забитим голом.
2014 року Ікаунєкс залучався до складу молодіжної збірної Латвії. На молодіжному рівні зіграв у 2 офіційних матчах.
У 2014 році Яніс Ікаунєкс дебютував у складі національної збірної Латвії. У складі збірної на середину 2023 року зіграв у 50 матчах, у яких відзначився 11 забитими м'ячами.
| Дата       | Місто               | Господарі         | Результат | Гості              | Турнір                               | Голи | Примітки |
| ---------- | ------------------- | ----------------- | --------- | ------------------ | ------------------------------------ | ---- | -------- |
| 13-10-2014 | Рига                | Латвія            | 1 – 1     | Туреччина          | Відбір до ЧЄ 2016                    | -    |          |
| 16-11-2014 | Амстердам           | Нідерланди        | 6 – 0     | Латвія             | Відбір до ЧЄ 2016                    | -    | 46'      |
| 28-3-2015  | Прага               | Чехія             | 1 – 1     | Латвія             | Відбір до ЧЄ 2016                    | -    | 66'      |
| 12-6-2015  | Рига                | Латвія            | 0 – 2     | Нідерланди         | Відбір до ЧЄ 2016                    | -    |          |
| 10-10-2015 | Рейк'явік           | Ісландія          | 2 – 2     | Латвія             | Відбір до ЧЄ 2016                    | -    | 85'      |
| 13-10-2015 | Рига                | Латвія            | 0 – 1     | Казахстан          | Відбір до ЧЄ 2016                    | -    | 83'      |
| 13-11-2015 | Белфаст             | Північна Ірландія | 1 – 0     | Латвія             | товариський матч                     | -    | 78'      |
| 25-3-2016  | Трнава              | Словаччина        | 0 – 0     | Латвія             | товариський матч                     | -    | 58'      |
| 29-3-2016  | Гібралтар           | Гібралтар         | 0 – 5     | Латвія             | товариський матч                     | 2    |          |
| 1-6-2016   | Лієпая              | Латвія            | 2 – 1     | Литва              | Балтійський кубок                    | -    | 66'      |
| 4-6-2016   | Таллінн             | Естонія           | 0 – 0     | Латвія             | Балтійський кубок                    | -    | 56' 78'  |
| 2-9-2016   | Рига                | Латвія            | 3 – 1     | Люксембург         | товариський матч                     | -    | 54'      |
| 6-9-2016   | Андорра-ла-Велья    | Андорра           | 0 – 1     | Латвія             | Відбір до ЧС 2018                    | -    |          |
| 10-10-2016 | Рига                | Латвія            | 0 – 2     | Угорщина           | Відбір до ЧС 2018                    | -    | 34'      |
| 28-3-2017  | Тбілісі             | Грузія            | 5 – 0     | Латвія             | товариський матч                     | -    | 84'      |
| 12-6-2017  | Рига                | Латвія            | 1 – 2     | Естонія            | товариський матч                     | -    | 76'      |
| 13-11-2017 | Косовська Митровиця | Косово            | 4 – 3     | Латвія             | товариський матч                     | -    | 82'      |
| 2-6-2018   | Рига                | Латвія            | 1 – 0     | Естонія            | Балтійський кубок                    | 1    |          |
| 5-6-2018   | Вільнюс             | Литва             | 1 – 1     | Латвія             | Балтійський кубок                    | -    | 76'      |
| 9-6-2018   | Рига                | Латвія            | 1 – 3     | Азербайджан        | товариський матч                     | -    |          |
| 24-3-2019  | Варшава             | Польща            | 2 – 0     | Латвія             | Відбір до ЧЄ 2020                    | -    | 73'      |
| 7-6-2019   | Рига                | Латвія            | 0 – 3     | Ізраїль            | Відбір до ЧЄ 2020                    | -    | 58'      |
| 9-9-2019   | Рига                | Латвія            | 0 – 2     | Північна Македонія | Відбір до ЧЄ 2020                    | -    | 53'      |
| 10-10-2019 | Рига                | Латвія            | 0 – 3     | Польща             | Відбір до ЧЄ 2020                    | -    |          |
| 15-10-2019 | Беер-Шева           | Ізраїль           | 3 – 1     | Латвія             | Відбір до ЧЄ 2020                    | -    | 64' 86'  |
| 3-9-2020   | Рига                | Латвія            | 0 – 0     | Андорра            | Ліга націй УЄФА 2020-2021 - 1-й етап | -    |          |
| 6-9-2020   | Та-Калі             | Мальта            | 1 – 1     | Латвія             | Ліга націй УЄФА 2020-2021 - 1-й етап | -    |          |
| 10-10-2020 | Торсгавн            | Фарерські острови | 1 – 1     | Латвія             | Ліга націй УЄФА 2020-2021 - 1-й етап | 1    |          |
| 13-10-2020 | Рига                | Латвія            | 0 – 1     | Мальта             | Ліга націй УЄФА 2020-2021 - 1-й етап | -    |          |
| 11-11-2020 | Серравалле          | Сан-Марино        | 0 – 3     | Латвія             | товариський матч                     | -    | 61'      |
| 14-11-2020 | Рига                | Латвія            | 1 – 1     | Фарерські острови  | Ліга націй УЄФА 2020-2021 - 1-й етап | -    | 61'      |
| 17-11-2020 | Андорра-ла-Велья    | Андорра           | 0 – 5     | Латвія             | Ліга націй УЄФА 2020-2021 - 1-й етап | 2    | 9' 75'   |
| 24-3-2021  | Рига                | Латвія            | 1 – 2     | Чорногорія         | Відбір до ЧС 2022                    | 1    |          |
| 27-3-2021  | Амстердам           | Нідерланди        | 2 – 0     | Латвія             | Відбір до ЧС 2022                    | -    | 34' 87'  |
| 30-3-2021  | Стамбул             | Туреччина         | 3 – 3     | Латвія             | Відбір до ЧС 2022                    | -    | 65'      |
| 7-6-2021   | Дюссельдорф         | Німеччина         | 7 – 1     | Латвія             | товариський матч                     | -    |          |
| Усього     |                     | Матчів            | 37        |                    | Голів                                | 7    |          |

## Титули та досягнення
- Володар Кубка Латвії (2):

«Лієпая»: 2017
«РФШ»: 2024
- Володар Кубка Фінляндії (2):

«КуПС»: 2021, 2022
- Чемпіон Латвії (2):

«РФШ»: 2023, 2024
- Володар Суперкубка Латвії (1):

«РФШ»: 2025

## Особисте життя
Рідний брат Яніса Ікаунєкса, Девіс Ікаунєкс, також є латвійським футболістом, який грав у низці латвійських та закордонних клубів, а також у національній збірній Латвії.